# High Speed Packet Access
High Speed Packet Access (HSPA) este o amalgamare a două protocoale mobile, High-Speed Downlink Packet Access (HSDPA) și High-Speed Uplink Packet Access (HSUPA), care extinde și îmbunătățește performanța rețelelor de telecomunicații mobile 3G existente folosind Protocoale W-CDMA. Un standard 3GPP îmbunătățit suplimentar, Evolved High Speed Packet Access (cunoscut și sub numele de HSPA+), a fost lansat la sfârșitul anului 2008, cu adoptarea ulterioară la nivel mondial începând cu 2010. Noul standard permite ca ratele de biți să ajungă la 337 Mbit/s în downlink și 34 Mbit/s în uplink. Cu toate acestea, aceste viteze sunt rareori atinse în practică.

## Prezentarea generală
Primele specificații HSPA au suportat rate de date de vârf crescute de până la 14 Mbit/s în downlink și 5,76 Mbit/s în uplink. De asemenea, a redus latența și a oferit o capacitate de sistem de până la cinci ori mai mare în legătura descendentă și de până la de două ori mai multă capacitate a sistemului în legătura ascendentă, comparativ cu protocolul W-CDMA original.